# White Owl

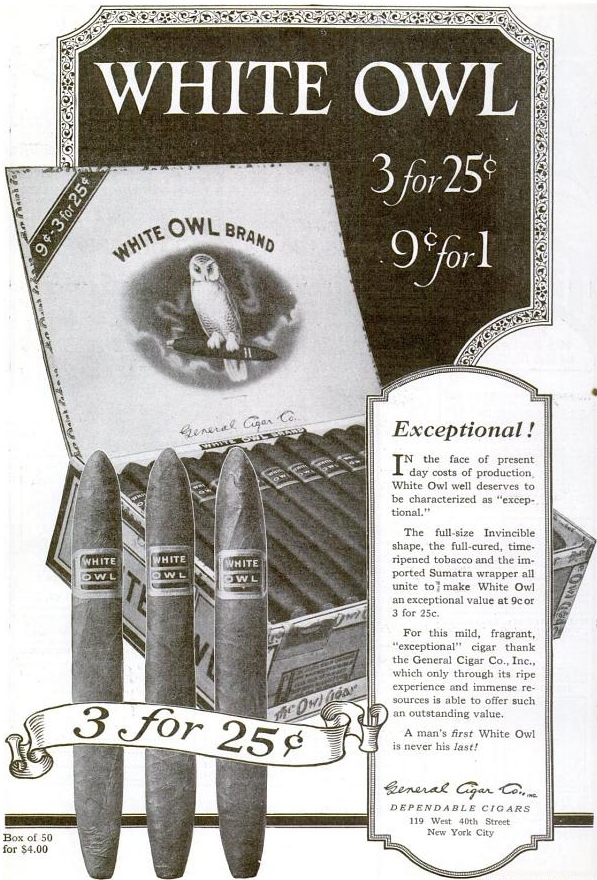
Anuncio publicitario de "White Owl", del formato Invincible. (1920).

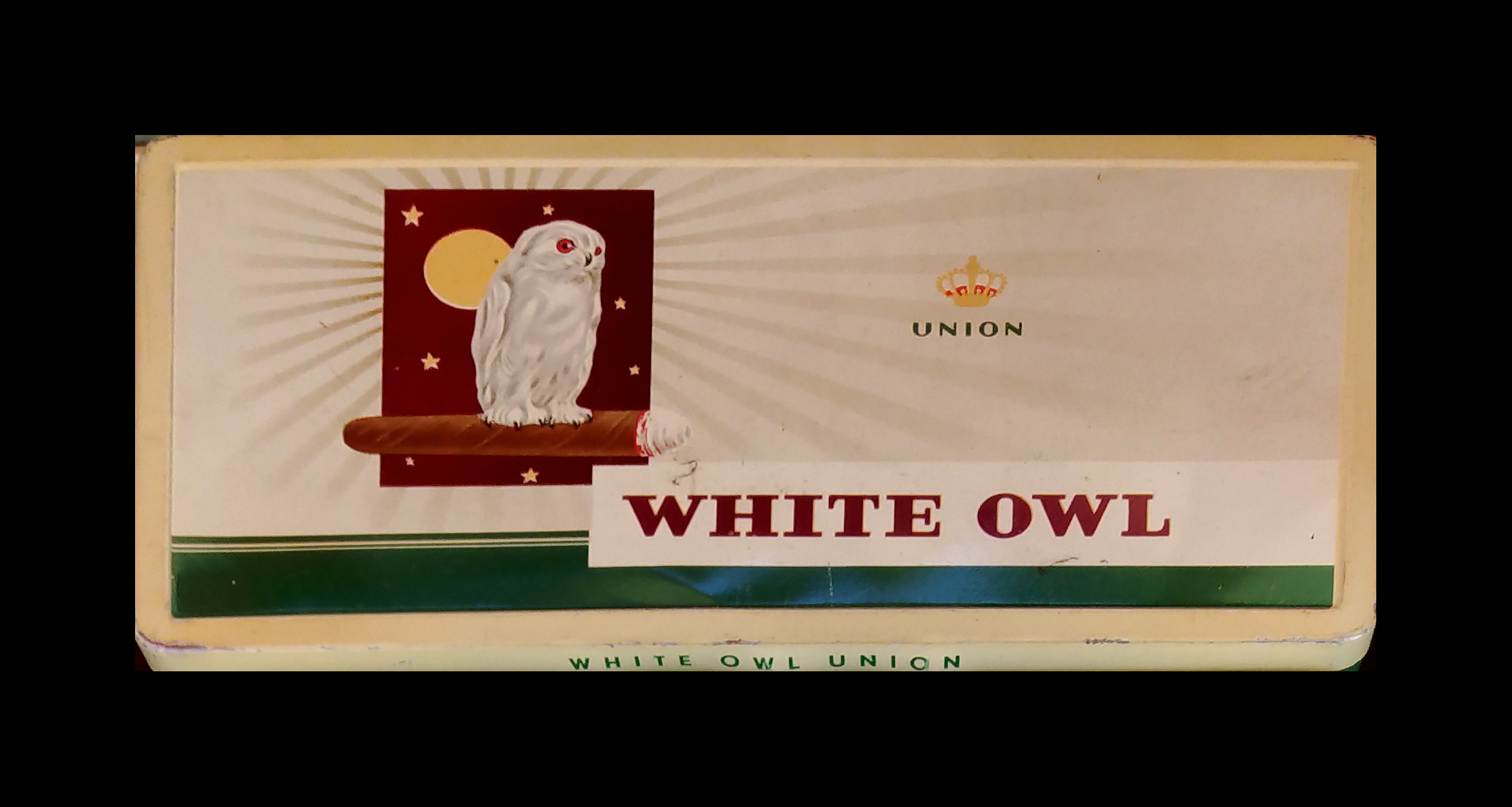
Cajita de puros White Owl.

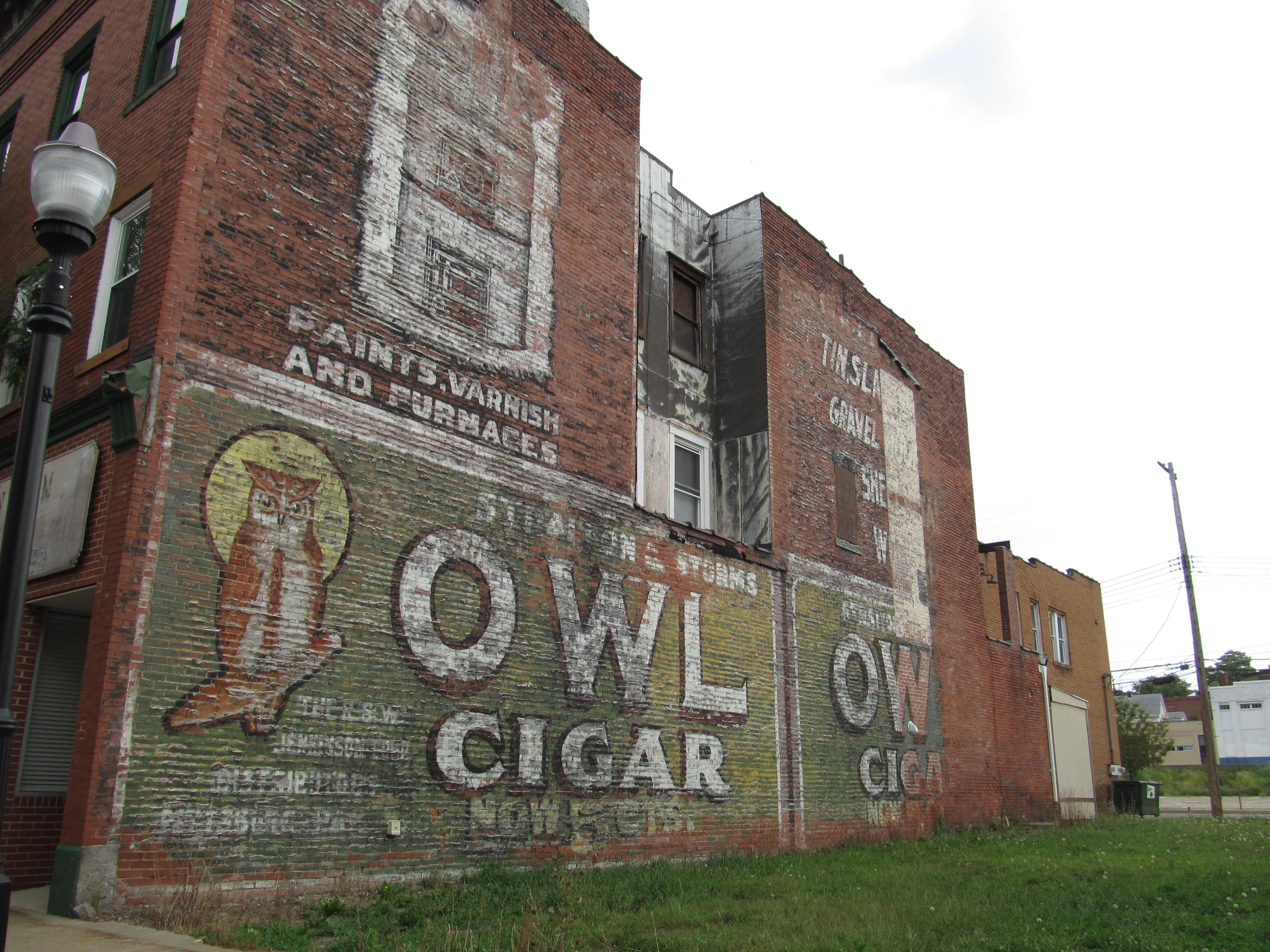
Publicidad mural de cigarro puro Owl en New Kensington, Pensilvania

White Owls es una marca de cigarros puros estadounidense elaborados mecánicamente. Su logotipo es un búho nival. La marca es propiedad de la compañía sueca Swedish Match especializada en tabacos, cerillas y encendedores.

## Historia
«White Owl»  es una marca de cigarros puros que empezó su andadura en 1887. En los años 1920 su, así llamado Invincible cigar (puro «Invencible»), presentaba una envoltura o capa importada de Sumatra. En 1985, la producción se trasladó de Pensilvania a Dothan (Alabama). Se fabrica con una capa (envoltura externa) de tipo hoja y un capote (primera hoja que envuelve la tripa del puro) que recubre la tripa, que está hecha de una mezcla de tabacos procedentes de cinco países.
En 2011, los puros White Owl exportados a Australia se producían en la República Dominicana bajo la dirección de una compañía radicada en Owensboro (Kentucky).

## Tipos y formatos
| - Blunts - Blunts Xtra - Cigarillos - Demi Tip - Mini Sweets 50s - Miniatures 50s | - New Yorker - New Yorker 100s - Ranger 120s - Invincible - Sport |